# Natalis Constant Darche
 (août 2025).
Si vous disposez d'ouvrages ou d'articles de référence ou si vous connaissez des sites web de qualité traitant du thème abordé ici, merci de compléter l'article en donnant les références utiles à sa vérifiabilité et en les liant à la section « Notes et références ».
Pour les articles homonymes, voir Darche.
Natalis Constant Darche nait à Sainte-Aulde, à Moitiébard, en 1856. De vieille famille saintaldaise, il écrit l'une des pages de gloire[non neutre] de la Première Guerre mondiale. Soldat à 21 ans, officier à 28, lieutenant-colonel en 1911, il prend les fonctions de commandant de la place de Longwy en 1912.

## Un héros défenseur de la place forte de Longwy
Par son courage et sa ténacité, il va symboliser l'héroïsme de la ville. Dès leur entrée en France, les Allemands comprennent qu'ils ne peuvent éviter certaines forteresses comme Longwy. Les remparts de la cité abritent pas moins de 3 500 hommes du 164e Régiment d'infanterie. Le lieutenant colonel Darche met en place une redoutable défense avec les 46 pièces d'artillerie à poudre noire dont il dispose.
Après une héroïque résistance, il se résout à hisser le drapeau blanc le 26 août après 24 jours sous une pluie de fer.
Le Kronprinz à qui il remet son épée au quartier général de la Ve Armée allemande lui dit : "Colonel, vous vous êtes très bien battu ; je suis heureux de vous remettre votre épée en témoignage de mon estime pour votre vaillance, votre belle conduite et celle de votre garnison".
Interné en Bavière, il est évacué en Suisse en 1918 pour raison de santé et rapatrié en France. Fait commandeur de la Légion d'honneur en 1920, il se retire à Meaux à l'âge de la retraite où il meurt en 1947. Il repose aujourd'hui dans le cimetière de Sainte-Aulde.